# David Stuart

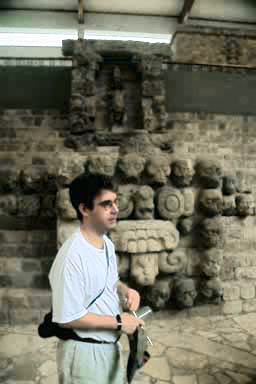
David Stuart

David Stuart (nacido en 1965) es un estudioso de la cultura maya y profesor de arte y escritura mesoamericana en la Universidad de Texas, en Austin. 
Es hijo de los investigadores también mayistas George E. Stuart (Orden del Pop 2007) y Gene S. Stuart. Comenzó sus investigaciones sobre los jeroglíficos mayas cuando tenía 12 años, y desde muy joven trabajó conjuntamente con la epigrafista Linda Schele. Su primer trabajo en el desciframiento de los glifos mayas le permitió obtener una beca (MacArthur Fellowship) en 1984, a la edad de 18. Es el beneficiario más joven en toda la historia de esta prestación. 
Stuart ha hecho contribuciones significativas en las áreas de epigrafía, particularmente relacionadas con el desciframiento de las escrituras usadas por la civilización maya precolombina. 
Recibió su Ph.D en antropología de la Universidad de Vanderbilt en 1995, y dio clases en la Universidad de Harvard antes de empezar su trabajo en la Universidad de Texas en Austin en 2004. Stuart ha conducido investigaciones en diferentes campos en varios yacimientos arqueológicos en México, Guatemala y Honduras, enfocado principalmente a la documentación de la escultura maya y sus inscripciones. 
Sus publicaciones incluyen Ten Phonetic Syllables, (Diez Sílabas Fonéticas), 1987, el cual le valió para el trabajo de campo de la, ahora aceptada, metodología de desciframiento jeroglífico maya. En 2003 publicó un volumen de la serie Corpus of Maya Hieroglyphic Inscriptions, (Corpus de las Inscripciones Jeroglíficas Mayas del Museo Peabody de Arqueología y Etnología), dedicada a los dibujos y fotografías de las esculturas de Piedras Negras (Guatemala). 
Su más reciente libro es Palenque: Eternal city of the Maya (Palenque: La Eterna Ciudad de los mayas, (Thames and Hudson), en co-autoría con su padre. Recientemente su investigación y contribuciones a los estudios mayas fueron mostrados en un documental premiado de PBS, llamado Cracking the Maya Code (Descrifrando el Códice Maya), (Night Fire Films, 2008).
Stuart es director del Centro Mesoamérica en la Universidad de Texas, en Austin, el cual promueve estudios multi-disciplinarios sobre el arte y cultura americana. Supervisa las actividades de la recién establecida Casa Herrera, el nuevo centro de investigación académica de la UT en Antigua, Guatemala, dedicado a los estudios de arte, arqueología y cultura mesoamericana.